# Botkyrkapartiet
Botkyrkapartiet (BP) var ett lokalt politiskt parti i Botkyrka kommun. Partiet var 1991–2014 representerat i kommunfullmäktige med mellan 2 och 5 mandat, men vid valet 2014 förlorade det sina mandat. I detta val erhöll partiet 899 röster, vilket motsvarade 1,97 procent.

## Valresultat
| År   | Röster | Procent | Mandat         |
| ---- | ------ | ------- | -------------- |
| 1991 | 1 873  | 5,12 %  | 3 av 61 mandat |
| 1994 | 2 800  | 7,49 %  | 4 av 61 mandat |
| 1998 | 2 662  | 7,60 %  | 5 av 61 mandat |
| 2002 | 2 132  | 5,77 %  | 3 av 61 mandat |
| 2006 | 1 643  | 4,16 %  | 3 av 61 mandat |
| 2010 | 1 441  | 3,33 %  | 2 av 61 mandat |
| 2014 | 899    | 1,97 %  | 0 av 61 mandat |